# Claude-Barthélémy Bernard
Pour les articles homonymes, voir Bernard.
Claude-Barthélémy Bernard est un poète et historiographe français, actif au milieu du XVIe siècle.

## Biographie
Quelques rares éléments biographiques sont fournis par ses œuvres. Il est natif de Riom en Auvergne, et mort avant 1585 (parution de la Bibliothèque françoise d’Antoine Du Verdier). Il semble s’être fixé à Lyon.

## Œuvres
- Trente psalmes de David, traduits selon la vérité hébraïque. Lyon : Jean I de Tournes, 1549. Édition perdue, citée d’après La Croix Du Maine[1] sous le nom inexact de Claude-Bertrand Berger. Cette erreur est rectifiée par Jeanneret[2].

De ces trente psaumes, dix-neuf ont été retenus pour constituer le Psautier de Paris, en complément de ceux de Clément Marot, avec ceux de Robert Brincel, Gilles d'Aurigny et quelques autres. Ce sont les Ps. 55, 58, 62, 69, 70, 78, 81, 82, 88, 112, 116, 120, 121, 122, 123, 124, 127, 144 et 146 (dans la numérotation hébraïco-protestante) .
- L'Histoire de Narcisse avec l'argument en prose, ou plutôt le sens mythologique et moral de cette fable si connue, par C. B. Lyon : 1551. 16°. Édition citée par Guillaume Colletet dans son Histoire manuscrite des poètes françois. Édition perdue ?

- Histoire de Rhion [Riom], chef d'Auvergne, en vulguere françois, par Cl.-B. Bernard, de Rhion. Lyon : Jean d'Ogerolles, 1559. 16°, 167 p. (Paris BNF). Cet ouvrage contient aussi le Sympose, des odes et des épigrammes.

- Epistre de saint Paul aux Romains, l’hymne de prime et le psalme 106, traduits du latin en rithme françoise par forme de paraphrase. Lyon : Jean d'Ogerolles, 1560. 16°. Édition apparemment perdue.

- Du Verdier[4], qui cite les deux éditions précédentes, précise encore que peu avant sa mort Bernard avait traduit les autres épîtres de saint Paul, restées manuscrites entre les mains de son imprimeur Jean d’Ogerolles.

- Enfin, Bernard est l’auteur d’un quatrain qui figure au début d’un recueil de psaumes publié à Lyon en 1558[5].

## Pour approfondir